# Veerle Declercq
Veerle Declercq (Knokke-Heist, 11 augustus 1951) is een voormalig Vlaams volksvertegenwoordiger.

## Levensloop
Van opleiding verpleegster, ging Declercq aan de slag als opvoedster, eerst in het onthaal en observatiecentrum voor bijzondere jeugdzorg De Zandberg in Varsenare en daarna in Haverlo, een school voor buitengewoon beroepsonderwijs in Assebroek. Ook werd ze vrijwilligster bij het Rode Kruis.
Ze trad in de politieke voetsporen van haar vader Raf Declercq, volksvertegenwoordiger voor de Volksunie. Zijzelf werd politiek actief voor Agalev en werd er in 1987 verkozen in het uitvoerend comité. Voor de partij was Veerle Declercq van 1989 tot 1994 gemeenteraadslid en van 1995 tot 1999 OCMW-raadslid van Brugge.
Bij de wetgevende verkiezingen van november 1991 voerde Declercq de Senaatslijst in het arrondissement Brugge aan, maar ze raakte niet verkozen. Vier jaar later, bij de eerste rechtstreekse Vlaamse verkiezingen van mei 1995, was ze Agalev-lijsttrekker in het hetzelfde arrondissement, evenmin zonder succes. Bij de tweede rechtstreekse Vlaamse verkiezingen van juni 1999 slaagde ze er wel in om verkozen te raken. Declercq bleef Vlaams Parlementslid voor Agalev (vanaf 2003 Groen!) tot in juni 2004. In het Vlaams Parlement zetelde ze van 2001 tot 2004 in de commissie Economie, Landbouw, Werkgelegenheid en Toerisme.
In september 2005 was ze samen met Annick Lambrecht en Joost Devriese een van de drie leden van de Groen!-afdeling van Brugge die nauwer wilden samenwerken met de lokale sp.a-afdeling. De drie zouden bij de gemeenteraadsverkiezingen 2006 in Brugge als verruimingskandidaten op de sp.a-lijst staan, maar wilden lid van Groen! blijven. Groen! wees dit echter af, waarop Declercq en de twee anderen de partij verlieten en overstapten naar de sp.a.
Voor deze partij was ze zowel in 2006 als in 2012 kandidaat bij de gemeenteraadsverkiezingen in Brugge, maar bij beide verkiezingen raakte ze niet verkozen als gemeenteraadslid. Wel was ze van 2006 tot 2012 provincieraadslid van West-Vlaanderen.